# چن شوئه‌دونگ
چن شوئه‌دونگ (چینی: 陳學冬؛ زادهٔ ۲۸ ژوئن ۱۹۹۰) بازیگر اهل چین است.
از فیلم‌ها یا برنامه‌های تلویزیونی که وی در آن نقش داشته‌است، می‌توان به دیوار بزرگ اشاره کرد.